# Monthly Review
Monthly Review ist eine US-amerikanische sozialistische Zeitschrift, die 11 Mal im Jahr erscheint.
Ihre erste Ausgabe erschien im Mai 1949, ihr Gründer und Herausgeber war Paul Sweezy zusammen mit Leo Huberman. Sie konnten die Zeitschrift zu Beginn nur mit dem Geld eines engen Freundes von Sweezy, dem Literaturwissenschaftler F. O. Matthiessen, finanzieren. Der Aufmacher der ersten Ausgabe stammte von Albert Einstein und war mit Why Socialism? überschrieben.
Im ersten Jahr ihres Erscheinens hatte die Zeitschrift rund 2.500 Abonnenten. Im Jahr 1977 erreichte die Abonnentenzahl ihren Höhepunkt mit etwa 12.000. In den zwei darauf folgenden Jahrzehnten fiel diese Zahl rapide ab, die Zeitschrift wurde 1996 von 5.000 Lesern abonniert. Bis zum Jahr 2003 kam es wieder zu einem Anstieg auf 7.000.

## Herausgeber
- Paul Sweezy, von 1949 bis zu seinem Tod 2004
- Leo Huberman von 1949 bis zu seinem Tod 1968
- Harry Magdoff von 1969 bis zu seinem Tod 2006
- Ellen Meiksins Wood, 1997–2000
- Robert W. McChesney, 2000–2004
- John Bellamy Foster, seit Mai 2000